# Paarse aspergeorchis
De paarse aspergeorchis (Limodorum abortivum) is een Zuid-Europese terrestrische orchidee. Het is een warmteminnende soort die vooral op kalkrijke bodem te vinden is. De soort is op één plaats in België gevonden.

## Naamgeving enetymologie
De botanische naam Limodorum stamt uit het Oudgrieks en werd door Theophrastus gegeven aan een 'parasitaire plant met rode bloemen', hoogstwaarschijnlijk een bremraap-soort. De soortaanduiding abortivum komt uit het Latijn, is verwant aan 'abortus' en betekent 'afgestoten'. Het slaat op de afwezigheid van echte bladeren.
De Nederlandse naam is afkomstig van de gelijkenis van een jonge aspergeorchis met een asperge.

## Kenmerken

### Plant
De paarse aspergeorchis is een lange, slanke, tot 80 cm hoge orchidee. De planten staat meestal in kleine groepjes bij elkaar. Het is een bladloze en bladgroenloze mycoheterotroof, de hele plant heeft een opvallende paarse of violette kleur. Het is een vaste plant die echter niet elke jaar bloeit. De bloeiwijze is een ijle aar met twee tot vijfentwintig bloemen aan een bloemstengel.

### Bladeren
De kleine en smalle stengelomvattende blaadjes gaan hogerop over in eveneens paarse schubben. De blaadjes hebben duidelijke, donkerpaarse nerven.

### Bloemen

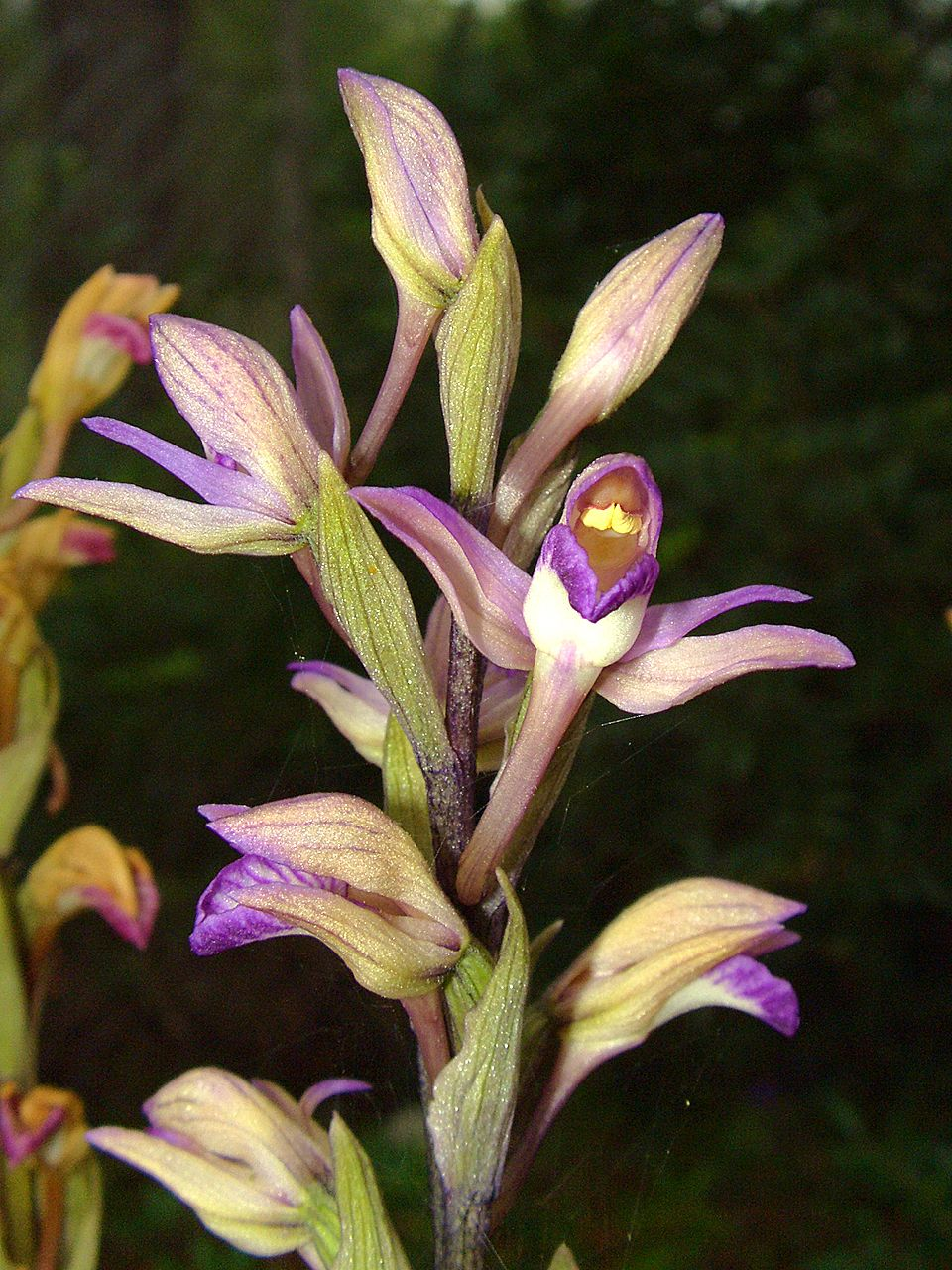
Paarse aspergeorchis op Mallorca

Ook de bloemen zijn paars of violet, met aan de binnenkant gele of lichtbruine strepen. De kelkbladen of sepalen en de kroonbladen of petalen staan bij een geopende bloem zijdelings af. De bovenste sepaal vormt een helmpje. De lip is lang, smal en hol, met gegolfde randen. Achteraan heeft de bloem een lang en dun spoor, even lang als het vruchtbeginsel.
De bloeitijd is van mei tot juli.

## Voortplanting en levenswijze
De plant bloeit onregelmatig. Soms wordt een bloeiseizoen gewoon overgeslagen, vooral in droge jaren. Zelfs als er wel een bloemstengel ontstaat, gaan de bloemen nog niet gegarandeerd open. In dat geval bevruchten de bloemen zichzelf. Men spreekt in dat geval van cleistogame of autogame bevruchting. In extreme gevallen bloeien en bestuiven de planten zichzelf ondergronds.
Geopende bloemen worden bestoven door hommels (Bombus) en wolbijen (Anthidium).
De paarse aspergeorchis werd vroeger beschouwd als een saprofyt, hij zou zijn voedsel rechtstreeks uit dood plantaardig materiaal halen. Dat kunnen echter alleen schimmels. Bepaalde bladgroenloze orchideeën, zoals de paarse aspergeorchis en ook de koraalwortel (Corallorhiza trifida) en het vogelnestje (Neottia nidus-avis), leven in een symbiose met een schimmel, waarbij de plant en de schimmel voortdurend in strijd met elkaar zijn. Men spreekt dan ook wel van epiparasieten. Planten, die enkel via hun symbiotische schimmel aan nutriënten komen, noemt met mycoheterotroof.
Maar er zijn ook exemplaren van de paarse aspergeorchis aangetroffen die via een schimmel op de wortels van bomen parasiteren.

## Habitat
De paarse aspergeorchis is een warmteminnende (thermofiele) soort die bij voorkeur op kalkrijke bodems groeit, in de schaduw of halfschaduw. Hij is te vinden in bosranden, lichte loofbossen of struikgewas (maquis), op puinhellingen en bermen, meestal op hellingen die op het zuiden gericht zijn.

## Voorkomen
De paarse aspergeorchis komt vooral voor in het Middellands Zeegebied tot in de Kaukasus en Iran, daarbuiten ook op warme plaatsen in West- en Midden-Europa.
In Wallonië bereikt de plant zijn noordelijkste grens. Hij is daar bekend van één enkele plaats. In Nederland en Vlaanderen is hij nog niet aangetroffen.

## Verwante en gelijkende soorten

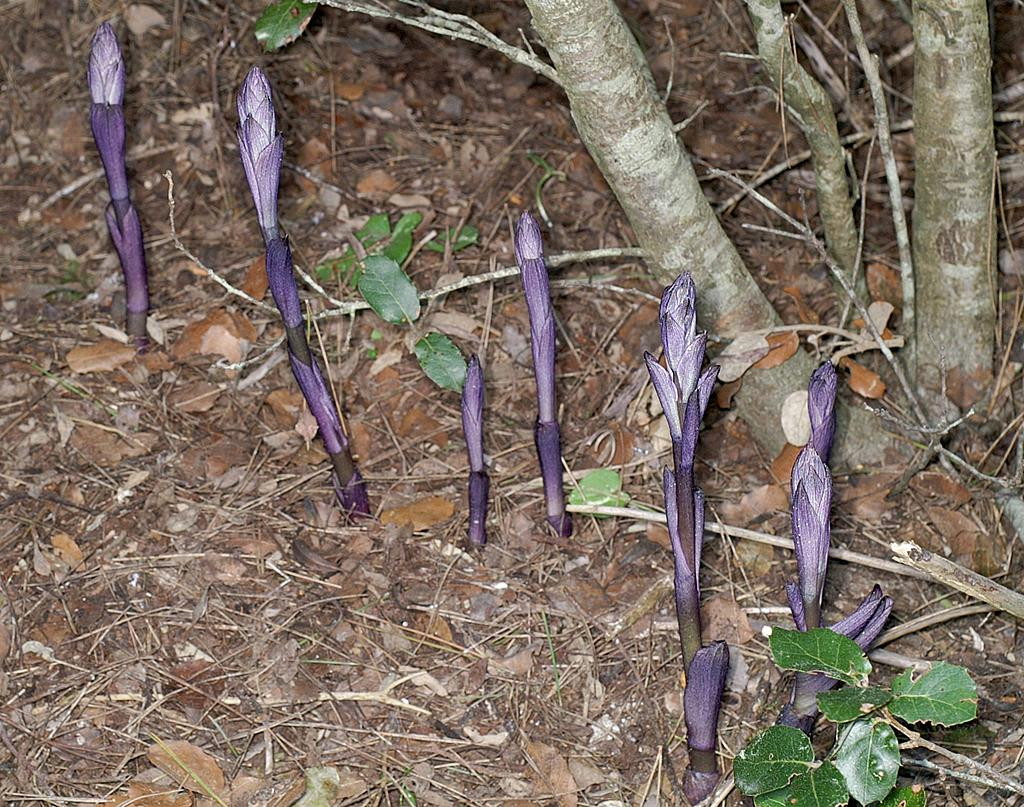
Paarse aspergeorchis op Mallorca

De paarse aspergeorchis heeft slechts enkele nauwe verwanten die in Noordwest-Europa niet voorkomen. Verder is de plant door zijn kleur en voorkomen met geen enkele andere orchidee te vergelijken.
Een jonge bloemstengel met gesloten bloemen is echter moeilijk als orchidee te herkennen, en zou mogelijk kunnen verward worden met andere saprofyten zoals bremrapen of mogelijk met asperges.

## Bedreiging en bescherming
In België staat hij op de lijst van wettelijk beschermde planten in België.